# Tomaspisinella luteomaculata
Tomaspisinella luteomaculata är en insektsart som beskrevs av Victor Lallemand 1949. Tomaspisinella luteomaculata ingår i släktet Tomaspisinella och familjen spottstritar. Inga underarter finns listade i Catalogue of Life.